# Кацнельсон, Исидор Саввич
Исидо́р Са́ввич Кацнельсо́н (до 1956 года Исаа́к Ша́бсович Кацнельсо́н; 3 октября (16 октября) 1910, Одесса — 21 марта 1981, Москва) — советский историк-востоковед, египтолог, педагог.

## Биография
Родился 3 октября (по старому стилю) 1910 года в Одессе в семье студента Императорского Новороссийского университета Шабсы Лейбовича-Ицковича Кацнельсона-Каценеленсона (1886—?) и оникштынской мещанки Фейги Гиршовны Кацнельсон (в девичестве Трауб, 1880—?), заключивших брак там же 26 октября 1908 года. В 1931 году окончил факультет языка и материальной культуры ЛГУ. Работал в Ленинградском отделении Государственного издательства, в редакции «Советского энциклопедического словаря». В 1932—1937 годах — сотрудник Государственной Публичной библиотеки. В 1935 году поступил в аспирантуру ЛГУ. С 1939 года на преподавательской работе (Киевский университет, ИФЛИ). В 1941 году добровольцем ушёл на фронт. В дальнейшем служил в штабе 40-й армии 2-го Украинского фронта, в звании капитана административной службы, окончив войну в Праге.
После войны преподавал на историческом факультете МГУ, восточном факультете ЛГУ. С 1956 года до конца жизни работал в Институте востоковедения АН СССР (с 1959 года старший научный сотрудник). Являлся составителем хрестоматий по Древнему Востоку.
Кандидат исторических наук (1947, тема диссертации «Проблемы возникновения государства в древней Нубии»). Доктор исторических наук (1969, тема диссертации «Напата и Мероэ — древнее царство Судана (VIII в. до н. э. — IV в. н. э.)»).
Основные направления научных исследований: древняя история Северо-Восточной Африки, история изучения Египта и других стран Африки.

## Награды
- Орден Красной Звезды
- Медаль «За отвагу»

## Основные труды
- Кацнельсон И. С. Некоторые черты государственного строя Нубии в VI—IV вв. до н. э.. — М.: Изд-во вост. лит., 1960. — 11 с.
- Кацнельсон И. С. Папирус Весткар и библейское сказание о Моисее // [Православный] Палестинский сборник. Выпуск 13 (76): Памятники письменности и литературы Ближнего Востока. М.; Л.: Издательство АН СССР, 1964. С. 38—46.
- Кацнельсон И. С. Напата и Мероэ — древние царства Судана. — М.: Наука, 1970. — 452 с.
- Кацнельсон И. Гробница Тутанхамона // Наука и жизнь. М.: Наука, 1974. № 9. - С. 90-96.
- Кацнельсон И. С., Терехова Г. И. По неизведанным землям Эфиопии. — М.: Наука, 1975. — 192 с. — (Путешествия по странам Востока). — 30 000 экз. (Об А. К. Булатовиче)
- Кацнельсон И. С. Тутанхамон и сокровища его гробницы / Отв. ред. М. А. Коростовцев. — М.: Наука. Главная редакция восточной литературы, 1976. — 152 с. — (По следам исчезнувших культур Востока). — 30 000 экз.

- Кацнельсон И. С. Тутанхамон и сокровища его гробницы. — 2-е изд. — М.: Наука. Главная редакция восточной литературы, 1979. — 152 с. — (По следам исчезнувших культур Востока). — 30 000 экз.
- Завадовский Ю. Н., Кацнельсон И. С. Мероитский язык. — М.: Наука (ГРВЛ), 1980. — 104 с. — (Языки народов Азии и Африки). — 1000 экз.

Диссертация
- Кацнельсон И. С. Напата и Мероэ — древние царства Судана (VIII в. до н. э. - IV в. н. э.): Автореферат дис. на соискание ученой степени доктора исторических наук Архивная копия от 8 июля 2019 на Wayback Machine / АН СССР. Ин-т народов Азии. — М.: [б. и.], 1968. — 71 с.